# Аманда Пийт
Аманда Пийт (на английски: Amanda Peet) е американска актриса.

## Биография
Родена е в Ню Йорк, САЩ през 1972 г. Тя е дъщеря на Пени – социална работничка, и Чарлз – адвокат и е по-малката от 2 сестри. Бащата на Аманда е квакер, а майка ѝ – еврейка. Двамата ѝ родители се развеждат през 1990 г.
Въпреки че още от ученическите си години Аманда се интересува от актьорската професия, тя завършва Колумбийския университет със специалност История. Записва да учи актьорско майсторство при Юта Хаген и учи в продължение на 4 години. След като завършва университета през 1994 г., Аманда остава с доста малки доходи и затова приема редица малки задачи като актриса. Така тя участва като гост-актриса в няколко телевизионни сериала, между които и „Закон и ред“.
Първото и участие в кино-продукция е през 1995 г., когато се снима в Animal's Room. След това Аманда получава малки роли във филма с Дженифър Анистън „Тя е жената!“ (She's the One), както и във филма с Джордж Клуни „Един прекрасен ден“ (One Fine Day). През следващите две години Аманда продължава да прави малки участия в различни кино-филми и телевизионни сериали, но не получава по-важна роля. Важен филм в актьорската ѝ кариера е „Любовни приключения“ (Playing by Heart), където участва заедно с известни актьори като Шон Конъри, Джина Роуландс, Анджелина Джоли и други.
Аманда Пийт започва да привлича вниманието на режисьорите през 1999 г. с ролите си във филмите Southie и Origin of the Species, но неуспехът на филма „Просто неустоима“ (Simply Irresistable), в който тя участва, не ѝ донася необходимата известност. Въпреки това тя получава роля в сериала Jack & Jill. Участието ѝ в този сериал и донася значителна популярност и ѝ помага да получи по-важни роли в киното. Аманда Пийт участва в „Капаните на нощта“ (Body Shots) и „Идеалната жена“ (Whipped), които не стават особено известни, но все пак затвърждават името ѝ като актриса.
2000 г. е доста успешна за Аманда. Тя участва във филмите Two Ninas и „Страшна е, нали?“ (Isn't She Great), които са добре приети от публиката. През същата година излиза и един от най-успешните филми с участие на Аманда – „Девет ярда“ (The Whole Nine Yards), където тя участва заедно с Брус Уилис и Матю Пери. Играта и във филма получава добри отзиви от критиката.
Успехът на филма „Девет ярда“ донася на Аманда през 2001 г. роля във филма „Дяволска жена“ (Evil Woman). През последните години Аманда Пийт участва в „Смяна на платната“ (Changing Lanes), заедно с Бен Афлек, „Тежки престъпления“ (High Crimes), с Морган Фрийман и Ашли Джъд, както и във филма „Падението на Игби“ (Igby Goes Down), който изненадващо получава голямо одобрение от публиката и критиката.
През 2005 г. Аманда участва във филма на Уди Алън „Мелинда и Мелинда“ (Melinda and Melinda) и романтичната комедия „Почти любов“ (A Lot Like Love), където участва заедно с Аштън Къчър. Снима се също с Джордж Клуни във филма „Сириана“.
През това време Аманда Пийт се изявява като звезда в Холивуд и през 2005 г. е взела участие в 5 проекта за филми, към това е драмата „Сириана“ на страната на Джордж Клуни и Мат Деймън, също и комедията Fast Track със Зак Браф и Патрик Бейтман. Заедно с нейната работа по филма е играла и в театрални представления.

## Личен живот
Аманда Пийт, която през 2000 г. е избрана от американско списание за една от най-красивите хора на света, се омъжва за две години по-възрастния от нея автор на книги Дейвид Бениоф на 30 септември 2006 г. На 20 февруари 2007 г. ражда дъщеря им, Франсис Пен. На 19 април 2010 г. ражда втората им дъщеря, Моли Джун.

## Филмография
- Самоличност на аванта (Identity Thief)
- 2012
- Пътешествията на Гъливер (Gulliver's Travels)
- Досиетата Х: Искам да повярвам (The X-Files: I Want to Believe)
- Сириана (Syriana)
- Почти любов (A Lot Like Love)
- Мелинда и Мелинда (Melinda and Melinda)
- Десет ярда (The Whole Ten Yards)
- Невъзможно твой (Something's Gotta Give)
- Самоличност (Identity)
- Падението на Игби (Igby Goes Down)
- Смяна на платната (Changing Lanes)
- Тежки престъпления (High Crimes)
- Дяволска жена (Saving Silverman)
- Идеалната жена (Whipped)
- Девет ярда (The Whole Nine Yards)
- Страшна е, нали? (Isn't She Great)
- Капаните на нощта (Body Shots)
- Two Ninas
- Jump
- Просто неустоима (Simply Irresistable)
- Playing By Heart
- Southie
- Origin of the Species
- Докосни ме (Touch Me)
- Grind
- Sex and Violins
- Един прекрасен ден (One Fine Day)
- Тя е жената! (She's the One)
- Winterlude
- Virginity
- Animal Room